# Cirolana halei
Cirolana halei är en kräftdjursart som beskrevs av Bruce 1981. Cirolana halei ingår i släktet Cirolana och familjen Cirolanidae. Inga underarter finns listade i Catalogue of Life.